# Thủ Đức
Thủ Đức és una ciutat municipal (sub-ciutat) sota l'administració de la ciutat Ho Chi Minh, al Vietnam.
La ciutat va ser fundada pel Comitè Permanent de l'Assemblea Nacional el 9 de desembre de 2020 a partir dels districtes 2 i 9 de la ciutat de Ho Chi Minh i del districte urbà de Thủ Đức. La ciutat de Thủ Đức té una superfície de 211.56 km², una població (a data de 2019) de 1,013,795 habitants. Amb l'establiment de la ciutat de Thủ Đức, la ciutat principal contribuirà més al creixement econòmic nacional i potenciarà el desenvolupament de la Zona Econòmica Clau del Sud (en anglès: Southern Key Economic Zone o SKEZ).
Aquest nou model de ciutats dins de la ciutat s'ha utilitzat en molts llocs del món com ara el centre financer de Canary Wharf a Londres, Silicon Valley als Estats Units, el districte Gangnam a Seül o Pudong a Xangai. Es va suggerir que se li hauria de donar autonomia a Thủ Đức en la presa de decisions i en les iniciatives polítiques per desenvolupar prou innovació com per millorar la competitivitat com el que va fer la Xina a Shenzhen, que actualment té una economia més gran que la de Hong Kong.

## Administració
Thủ Đức és una ciutat de classe 1 de la ciutat de Ho Chi Minh i la primera ciutat del Vietnam dins del model de ciutats dins de ciutats.
La ciutat de Thủ Đức té 34 phườngs: An Khánh, An Lợi Đông, An Phú, Bình Chiểu, Bình Thọ, Bình Trưng Đông, Bình Trưng Tây, Cát Lái, Hiệp Bình Chánh, Hiệp Bình Phước, Hiệp Phú, Linh Chiểu, Linh Đông, Linh Tây, Linh Trung, Linh Xuân, Long Bình, Long Phước, Long Thạnh Mỹ, Long Trường, Phú Hữu, Phước Bình, Phước Long A, Phước Long B, Tam Bình, Tam Phú, Tân Phú, Tăng Nhơn Phú A, Tăng Nhơn Phú B, Thạnh Mỹ Lợi, Thảo Điền, Thủ Thiêm, Trường Thạnh, Trường Thọ.
Després d'aquest arranjament, la ciutat de Ho Chi Minh està format per 22 subdivisions de nivell de districte que inclouen 1 ciutat, 16 districtes urbans, i 5 districtes rurals. De la següent subdivisió n'hi ha 312 en total inclosos 249 phường, 58 comunes i 5 pobles de nivell de comuna.

## Economia
La ciutat de Thu Duc contribuirà en una tercera part del PIB domèstic de la ciutat de Ho Chi Minh i suposarà un 7 per cent del producte interior brut (PIB) nacional, que només es troba per darrere de Hanoi però que està per davant del de la província de Bình Dương i de la de Đồng Nai.

## Centres d'innovació
Hi ha un total de vuit centres d'innovació en la ciutat de Thu Duc:
- Thu Thiem Fintech Hub
- Truong Tho Port Urban Area
- Rach Chiec Sports and Wellness Hub
- National University IT and EduTech Hub
- Saigon Hi-Tech Park and Automated Manufacturing Hub
- Tam Da Ecotech Hub
- Creative Startup Center
- Traffic Hub que connecta les part del sud-oest i el Port Internacional de Cat Lai